# Anna Maslova
Anna Maslova –en ruso, Анна Маслова– es una deportista rusa que compitió en natación sincronizada. Ganó una medalla de oro en el Campeonato Mundial de Natación de 1998, en la prueba de equipo.

## Palmarés internacional
| Campeonato Mundial | Campeonato Mundial | Campeonato Mundial | Campeonato Mundial |
| Año                | Lugar              | Medalla            | Prueba             |
| ------------------ | ------------------ | ------------------ | ------------------ |
| 1998               | Perth (Australia)  | Medalla de oro     | Equipo             |